# Кирпичного завода (Костромская область)
Кирпи́чного заво́да — посёлок в Красносельском районе Костромской области. Входит в состав Прискоковского сельского поселения.

## География
Посёлок находится в юго-западной части Костромской области, около левого берега реки Волга, на расстоянии приблизительно 13 км (по прямой) к юго-востоку от посёлка городского типа Красное-на-Волге, административного центра района.

### Часовой пояс
Посёлок Кирпичного завода, как и вся Костромская область, находится в часовой зоне МСК (московское время). Смещение применяемого времени относительно UTC составляет +3:00.

## Население
| 2008 | 2010 | 2014 |
| ---- | ---- | ---- |
| 23   | ↘8   | ↗19  |

### Национальный состав
Согласно результатам переписи 2002 года, в национальной структуре населения русские составляли 100 % из 9 чел.